# صفيحة عصبية
الصفيحة العصبية هي بنية تطورية بدئية تعتبر أساس الجهاز العصبي. في مقابل الشريط البدائي في الجنين، تزداد ثخانة النسيج الأديمي الظاهر، ويتسطح ليشكل الصفيحة العصبية. يُشار عمومًا إلى المنطقة الأمامية من العقدة البدائية في الصفيحة العصبية. تتخذ الخلايا مظهرًا عموديًا أثناء العملية إذ تطول وتضيق باستمرار. تدفع نهايات الصفيحة العصبية، والتي تُعرف باسم الطيات العصبية، نهايات الصفيحة للأعلى ومعًا، التي تنطوي بدورها لتشكل الأنبوب العصبي، وهو بنية أساسية من أجل تطور الدماغ والنخاع الشوكي. تدعى هذه العملية بأكملها تكوّن العُصيبة الابتدائية.
البروتينات المسؤولة عن إصدار الإشارات مهمة أيضًا في تطور الصفيحة العصبية، وتساعد في تمايز الأنسجة التي ستصبح لاحقًا الصفيحة العصبية. ومن الأمثلة على هذه البروتينات، البروتين التخلقي العظمي والكادهيرين. إن مقدار هذين البروتينين ضروري في انثناء الصفيحة العصبية وتشكيل الأنبوب العصبي اللاحق.

## أبحاث
بدأت الأبحاث المتعلقة بالصفيحة العصبية بشكل جدي عبر البحث في تحديد الأديم الظاهر ودوره في المسار العصبوني. مع تطور الأبحاث والتقنيات المختبرية، حدث تقدم ملحوظ في دراسة التكون العصبي وتطور الصيحة العصبية ودورها في نمو الجنين. يختلف استخدام تقنيات كهذه مع اختلاف مرحلة النمو وأهداف البحث الشاملة، لكنها تتضمن وسائل مثل التوسيم والتطعيم الخلويين.

### التوسيم الخلوي
تتبع عملية التهجين الموضعي (آي سي إتش) توسيم تسلسل الدنا DNA والرنا RNA لتعمل كمسبار رنا مرسال مضاد للحساسية، ما يؤدي إلى استكمال تسلسل الرنا المرسال داخل الجنين. يسمح التوسيم عبر صباغ تألقي أو واسم مشع بتصوير المسبار وموقع داخل الجنين. هذه التقنية مفيدة لأنها تكشف عن مناطق محددة من التعبير الجيني في نسيج معين، بالإضافة إلى كافة أنحاء الجنين بأكمله من خلال التهجين الموضعي الشامل. تُستخدم هذه التقنية غالبًا في تحديد التعبير الجيني الضروري من أجل النمو السليم للجنين. يسمح وضع علامات على بعض الجينات لدى الجنين النامي بتحديد الوقت والمكان الدقيقين لتنشيط الجين، ما يوفر معلومات عن دور الجين المحدد في تطور الجنين ونموه.
بشكل مشابه لعملية التهجين الموضعي، يسمح التألق المناعي (آي إف) أيضًا بتحديد دور عنصر خلوي ما في التطور. ومع ذلك، بشكل متباين مع التهجين الموضعي، يستخدم التألق المناعي أجسامًا مفلورةً مرتبطةً بمستضد مع هدف جزيئي بيولوجي، مثل البروتينات، بدلًا عن تسلسلات الرنا والدنا. يسمح هذا بتصوير العناصر الجزيئية البيولوجية للخلية. في دراسة تخلق الأجنة، قد يُستخدم التألق المناعي من أجل أهداف مشابهة لأهداف التهجين، مثل تتبّع البروتينات المرتبطة بتطور الجنين وتحديد وقت ومكان استخدامها وإنتاجها بشكل دقيق. توسعت الأبحاث الحالية حول تقنيات التألق المناعي بهدف دمجه مع وسائل التهجين الموضعي، المتألقة منها والمشعة. يُعتقد أن هذا المزيج يزيد من الانتقائية، ويزيل العوائق المفروضة على كل تقنية بمفردها. على سبيل المثال، تترافق هذه الطريقة مع تعزيز التلوين المباين في نسيج ما وتوسيم بروتينات متعددة.

## التطعيم الخلوي
يوفر التطعيم الخلوي في المراحل المبكرة من تطور الجنين معلومات أساسية عن مصير الخلايا وعمليات التعيين. طوّر التطعيم في مراحل معينة من التكون العصبي أبحاثًا عن إرسال الإشارة الضروري في تطور الصفيحة العصبية بالإضافة إلى بنى أخرى. يعد تطعيم الأديم الظاهر والبنى العصبية إجراءً حساسًا ودقيقًا جدًا، يتطلب إزالة مجموعة مرغوبة من الخلايا ووضع علامات عليها، يلي هذا زرع هذه الخلايا، على سبيل المثال، في منطقة جديدة من الجنين.
تظهر تجارب التطعيم على أجنة الدجاج والقيطم قدرة الصفيحة العصبية على تحفيز مناطق أخرى من الخلايا، يشمل هذا منطقة قبل اللوحاء، وهي مجموعة من خلايا الأديم الظاهر الأساسية في وظيفة الأعضاء الحسية.

## روابط خارجية
- علم الأجنة السويسري (من جامعة لوزان، وجامعة برن، وجامعة فريبورغ) hdisqueembry/triderm10
- علم الأجنة على موقع جامعة تمبل EMBIII97/sld010
- نظرة عامة ومخططات في umich.edu نسخة محفوظة 28 ديسمبر 2018 على موقع واي باك مشين.